# 3035 Chambers
3035 Chambers (A924 EJ) là một tiểu hành tinh vành đai chính được phát hiện ngày 7 tháng 3 năm 1924 bởi Reinmuth, K. ở Heidelberg.